# Christiane Desroches Noblecourt
Christiane Desroches Noblecourt (17. listopadu 1913 Paříž – 23. června 2011 Sézanne) byla francouzská egyptoložka. Jako autorka literatury faktu byla významnou popularizátorkou egyptologie a starověkého Egypta. Významným způsobem přispěla k záchraně chrámů Ramesse II. v Abú Simbelu a dalších historicky cenných staveb, jimž hrozilo zatopení v souvislostí s vybudováním Vysoké Asuánské přehrady. Zprostředkovala také výzkum a ošetření Ramesseho mumie v pařížském Antropologickém muzeu mezi roky 1976 a 1977, které zabránilo jejímu hrozícímu nenávratnému poškození.